# Mamasapano
Mamasapano es un municipio filipino   de quinta  categoría, situado al sur de la isla de Mindanao. Forma parte de la provincia de Maguindánao situada en la región de la Nación Mora.
Para las elecciones está encuadrado en el Segundo Distrito Electoral de esta provincia.

## Barrios
El municipio de Mamasapano se divide, a los efectos administrativos, en 14 barangayes o barrios, conforme a la siguiente relación:
| - Bagumbong - Dabenayán - Daladap | - Dasikil - Liab - Libután | - Lusay - Mamasapano - Manongkaling | - Pidsandaguán - Pimbalakán - Sapakán | - Tuka - Tukanalipao |  |

## Historia

### Influencia española
Este territorio fue parte de la Capitanía General de Filipinas (1520-1898).
Hacia 1696 el capitán Rodríguez de Figueroa obtiene del gobierno español el derecho exclusivo de colonizar Mindanao.
El 1 de febrero de este año parte de Iloilo alcanzando la desembocadura del Río Grande de Mindanao, en lo que hoy se conoce como la ciudad de Cotabato.

### Ocupación estadounidense
En 1903, al comienzo de la ocupación estadounidense de Filipinas Cotabato forma parte de la nueva provincia del Moro. En septiembre de 1914 se crea el Departamento de Mindanao y Sulú, una de sus provincias es Provincia de Cotabato y Dulaguán fue uno de sus distritos municipales.
El municipio de Dulaguán, uno de los primeros de la antigua provincia de Cotabato fue creado el 25 de noviembre de 1936. Su término comprendía el centro de  Maguindánao y el norte de la  provincia de Sultan Kudarat.

### Independencia
El 12 de junio de  1954 cambió su nombre por el de  Dato Piang, un líder regional durante la ocupación estadounidense de Filipinas.
De su término fueron segregándose los siguientes municipios, a saber:
- Ampatuán creado el 21 de junio de 1959.
- Maganoy, rebautizada como  Shariff Aguak, creado el 9 de noviembre de 1963.
- Talayán, creado el 22 de septiembre de 1976.
- Datu Saudi-Ampatuan, creado el 1 de julio de 2003.
- Dato Salibo y Jerife Saydona Mustafá, creados el 30 de julio de 2009.

### Autonomía
Este municipio formaba parte hasta 
El 27 de abril de 1997  se separan  18 barrios del municipio de Maganoy, rebautizada como Jerife Aguak, para formar este nuevo municipio cuyo ayuntamiento se sitúa en el barrio de Mamasapano.
El 30 de julio de 2009 fue creado el nuevo municipio del  Jerife Saydona Mustafá del que pasan a formar parte cuatro barrios y parte de uno, Libután de Este, provenientes de Mamasapano.